# Menceyat d'Abona

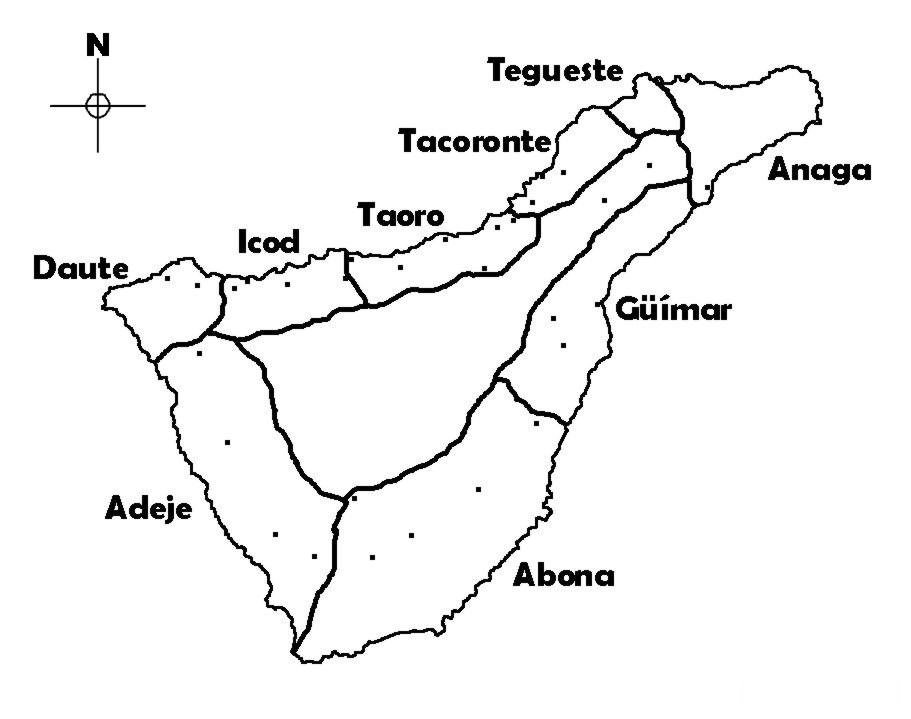
Menceyats de Tenerife

Abona era un dels nou menceyats en què fou dividit l'illa canària de Tenerife després de la mort del mencey Tinerfe, a l'època anterior a la conquesta de les illes per part de la Corona de Castella. Ocupava l'extensió dels actuals municipis de Fasnia, Arico, Granadilla de Abona, San Miguel de Abona, Vilaflor així com a part de Arona i els seus menceys foren Atguaxoña i Adxoña (o Adjona).